# The Lamb Lies Down on Broadway (Lied)
The Lamb Lies Down on Broadway von Genesis ist der erste Song aus dem gleichnamigen Album von 1974. Das Lied wurde als Single in den USA veröffentlicht. Es wurde zwar nicht ausgezeichnet, aber oft auf amerikanischen UKW-Radiosendern gespielt.

## Hintergrund
Wie andere Songs auf dem Album sind auch die Musik und die Texte in „The Lamb Lies Down am Broadway“ von Soul-Songs der 1960er Jahre inspiriert. Das Ende des Songs enthält die Worte „Man sagt, die Neonlichter sind immer hell am Broadway. Man sagt, dass immer Magie in der Luft ist.“ Die Textzeilen entstammen dem Drifters-Song On Broadway von 1963.
Das Bass-Spiel des Songs von Mike Rutherford wurde mit „aggressiver Energie“ beschrieben, die zum wütenden Charakter Rael des Konzeptalbums passen.
Nach Gabriels Abgang spielte die Band das Lied oft mit Phil Collins als Sänger während der ersten Tourneen und wechselte normalerweise in die Schlusssektion von The Musical Box. Eine Live-Version erschien 1977 auf Seconds Out.

## Coverversion
Peter Gabriel spielte das Lied 1978 auch als Zugabe.
Steve Hackett hat den Song während der Genesis Revisited II-Tour 2012 zur Setlist hinzugefügt.
Die Progressive-Rockband The Flower Kings hat das Lied auf ihrem ersten Live-Album Alive on Planet Earth vorgestellt. Der Rockgitarrist Paul Gilbert hat das Lied auf seinem Soloalbum Gilbert Hotel von 2003 gecovert.